# Espadaña (revista)
Espadaña fue una revista leonesa de poesía editada entre 1944 y 1951 y fundada por Antonio González de Lama, Eugenio García de Nora y Victoriano Crémer, que publicó la obra de poetas opuestos al régimen franquista y mantuvo una línea editorial de compromiso político y social. Puede consultarse completa en edición facsímil.
La aparición de Espadaña quiso oponerse a la revista poética rival Garcilaso. Juventud creadora (1943-1946), que cultivaba una poesía clasicista y afecta al régimen franquista, el Garcilasismo. Espadaña sirvió de vehículo a una poesía de tono desarraigado y existencial que fue calificada de tremendista. Estas dos revistas representaron las dos corrientes poéticas principales de la poesía de posguerra española. Esto no impidió que sus respectivos directores, Victoriano Crémer y José García Nieto se apreciaran mutuamente personal y literariamente y mantuvieran una gran amistad, como revela su correspondencia.
Espadaña se convertirá en una revista de poesía y de crítica. En ella se publicaron obras de autores como César Vallejo, Pablo Neruda, Miguel Hernández, Antonio Pereira, José Hierro, Ángela Figuera Aymerich, Antonio Gamoneda, Gabriel Celaya y Blas de Otero.